# Stenophiloscia salsilaginis
Stenophiloscia salsilaginis är en kräftdjursart som beskrevs av Karl Wilhelm Verhoeff1931. Stenophiloscia salsilaginis ingår i släktet Stenophiloscia och familjen Halophilosciidae. Inga underarter finns listade i Catalogue of Life.